# Hekou (köpinghuvudort i Kina, Shaanxi, lat 33,96, long 106,81)
Hekou är en köpinghuvudort i Kina. Den ligger i provinsen Shaanxi, i den nordvästra delen av landet, omkring 190 kilometer väster om provinshuvudstaden Xi'an. Antalet invånare är 6 506. Befolkningen består av 3 103 kvinnor och 3 403 män. Barn under 15 år utgör 12,0 %, vuxna 15-64 år 78 %, och äldre över 65 år 8,0 %.
Runt Hekou är det ganska glesbefolkat, med 25 invånare per kvadratkilometer. Närmaste större samhälle är Fengzhou, 15,1 km väster om Hekou. I omgivningarna runt Hekou växer i huvudsak blandskog.
Genomsnittlig årsnederbörd är 937 millimeter. Den regnigaste månaden är juli, med i genomsnitt 204 mm nederbörd, och den torraste är december, med 2 mm nederbörd.